# Vương Gia Vệ
Vương Gia Vệ (sinh ngày 17 tháng 7 năm 1958) là một nam nhà làm phim người Hồng Kông. Ông là đạo diễn người Hoa đầu tiên đoạt giải Đạo diễn xuất sắc nhất tại Liên hoan phim Cannes năm 1997 với bộ phim Xuân quang xạ tiết, và từng ba lần giành giải Đạo diễn xuất sắc nhất tại giải thưởng Điện ảnh Hồng Kông vào các năm 1991, 1994 và 2014.
Những bộ phim gắn liền với tên tuổi ông như Tâm trạng khi yêu, Trùng Khánh Sâm Lâm, Xuân quang xạ tiết, A Phi chính truyện luôn được đánh giá là những bộ phim kinh điển của điện ảnh châu Á.

## Tiểu sử
Vương Gia Vệ sinh ra tại Thượng Hải, Trung Quốc. Năm ông lên 5 tuổi, cả gia đình chuyển tới sống tại Bán đảo Cửu Long, Hồng Kông. Đây là giai đoạn khó khăn của Vương Gia Vệ khi không thành thạo tiếng Quảng Đông, vì vậy Vương thường ngồi trong rạp chiếu bóng hàng tiếng đồng hồ với mẹ.
Tốt nghiệp khoa Đồ họa của Đại học Bách khoa Hồng Kông (Hong Kong Polytechnic College) năm 1980, sự nghiệp nghệ thuật bắt đầu khi Vương Gia Vệ tham gia khóa đào tạo sản xuất phim của hãng truyền hình TVB và được giữ lại làm biên kịch phim truyền hình cho hãng.

## Sự nghiệp

### Điện ảnh
Từ giữa thập niên 1980, Vương Gia Vệ trở thành biên kịch và đạo diễn cho hãng phim The Wing Scope Co. and In-gear Film Production Company của nhà sản xuất nổi tiếng Đặng Quang Vinh (鄧光榮). Trong thời gian làm việc ở đây Vương bắt đầu hoàn thiện phong cách làm phim nghệ thuật độc đáo rất đặc trưng cho các bộ phim của ông sau này.
Năm 1988, Đặng Quang Vinh quyết định đầu tư cho Vương Gia Vệ thực hiện bộ phim đầu tiên, Vượng giác tạp môn (旺角卡門). Với sự tham gia ba ngôi sao của điện ảnh Hồng Kông lúc đó là Trương Học Hữu, Lưu Đức Hoa và Trương Mạn Ngọc. Vượng giác tạp môn đã thành công về mặt doanh thu.
Vương thực sự cất cánh trong nghiệp đạo diễn khi hoàn thành bộ phim thứ hai, A Phi chính truyện (阿飛正傳, 1991), một tác phẩm bi kịch về những người trẻ tuổi mất phương hướng ở thập niên 1960. Được Đặng Quang Vinh đầu tư khá lớn và có sự góp mặt của ngôi sao Trương Quốc Vinh và Trương Mạn Ngọc, A Phi chính truyện lại thu hút ít khán giả vì cho rằng nó quá khó hiểu. Tuy vậy, giới phê bình vẫn đánh giá bộ phim rất cao khi coi A Phi chính truyện như là một trong những bộ phim Hồng Kông hay nhất mọi thời đại (xếp thứ 3 trong Danh sách 100 phim hay nhất của Điện ảnh tiếng Hoa trong 100 năm qua). Tại Giải thưởng Điện ảnh Hồng Kông, bộ phim này đã giành giải Phim hay nhất, Vương Gia Vệ được trao giải Đạo diễn xuất sắc nhất còn Trương Quốc Vinh là người đoạt giải hạng mục Nam diễn viên chính xuất sắc nhất. Nhờ A Phi chính truyện, Vương Gia Vệ đã có vị trí riêng trong nền điện ảnh Hồng Kông với những tác phẩm giàu chất suy tư và những nhân vật có tính cách đặc biệt. Đây cũng là lần đầu tiên đạo diễn hợp tác với nhà quay phim nổi tiếng Christopher Doyle, người quay phần lớn các bộ phim sau này của Vương Gia Vệ và cũng là người giúp những bộ phim của Vương luôn có được tông màu và góc quay rất riêng biệt.
Với những thành công bước đầu, Vương Gia Vệ cộng tác với Lưu Trấn Vĩ (劉鎮偉) mở hãng phim Jet Tone Films. Bộ phim đầu tiên Vương thực hiện cho hãng này là Trùng Khánh Sâm Lâm (重慶森林, 1994), một bộ phim về hai cặp tình nhân do Kaneshiro Takeshi - Lâm Thanh Hà và Lương Triều Vỹ - Vương Phi thủ vai. Thành công rực rỡ không kém A Phi chính truyện, Trùng Khánh Sâm Lâm cũng giành ba giải quan trọng tại Giải thưởng Điện ảnh Hồng Kông là giải Phim hay nhất, giải Đạo diễn xuất sắc nhất lần thứ hai cho Vương và giải Nam diễn viên chính xuất sắc nhất cho Lương Triều Vỹ. Trong Danh sách 100 phim hay nhất của Điện ảnh tiếng Hoa, bộ phim này được xếp thứ 22. Năm 1995, Vương cho ra mắt Đọa lạc thiên sứ (墮落天使), bộ phim được coi là phần tiếp theo của Trùng Khánh Sâm Lâm. Được giới phê bình đánh giá khá cao, bộ phim mang về cho Vương một đề cử tại Giải thưởng Điện ảnh Hồng Kông và là tác phẩm đưa Mạc Văn Úy trở thành ngôi sao mới của điện ảnh nước này.
Giữa Trùng Khánh Sâm Lâm và Đọa lạc thiên sứ, Vương quay trở lại đề tài phim kiếm hiệp Trung Quốc truyền thống khi khai thác tiểu thuyết Anh hùng xạ điêu của Kim Dung vào bộ phim Đông tà Tây độc (東邪西毒, 1994). Phim được quay tại Trung Hoa đại lục với kinh phí lớn và dàn diễn viên toàn sao gồm Trương Quốc Vinh (vai Âu Dương Phong), Lương Gia Huy (vai Hoàng Dược Sư), Trương Học Hữu (vai Hồng Thất Công), Lương Triều Vỹ, Lâm Thanh Hà, Lưu Gia Linh, Trương Mạn Ngọc và Dương Thái Ni, cuối cùng doanh thu Đông tà Tây độc lại thất bại nặng nề (chỉ thu được khoảng 9 triệu HKD so với 40 triệu HKD đầu tư) vì có phong cách khác hẳn các bộ phim kiếm hiệp thông thường của điện ảnh Hồng Kông.
Sau khi khẳng định được vị trí ở Hồng Kông, Vương Gia Vệ bắt đầu được giới điện ảnh quốc tế biết đến khi ông trở thành người Hoa đầu tiên được trao giải Đạo diễn xuất sắc nhất (Prix de la mise en scène) tại Liên hoan phim Cannes năm 1997 với bộ phim Xuân quang xạ tiết (春光乍泄).
Năm 2000, Vương Gia Vệ một lần nữa tham dự Liên hoan phim Cannes với bộ phim Tâm trạng khi yêu (花樣年華) do Lương Triều Vỹ và Trương Mạn Ngọc thủ vai chính. Tại Cannes, Lương Triều Vỹ đã được trao giải Nam diễn viên xuất sắc nhất cho vai nhà báo Chu Mộ Vân trong phim này. Sau đó cũng tại Pháp, Tâm trạng khi yêu đã giành giải Phim nước ngoài hay nhất tại Giải thưởng Điện ảnh César.
Năm 2004, Vương Gia Vệ hoàn thành 2046, bộ phim được coi là chương thứ ba của câu chuyện bắt đầu bằng A Phi chính truyện và tiếp tục là Tâm trạng khi yêu. Giống như phần lớn các tác phẩm khác của Vương, 2046 cũng thu hút được ít khán giả và không thu hồi được vốn đầu tư mặc dù vẫn có sự xuất hiện của các ngôi sao quen thuộc trong phim của đạo diễn này như Lương Triều Vỹ, Trương Mạn Ngọc, Lưu Gia Linh và hai nữ diễn viên nổi tiếng của Trung Quốc là Củng Lợi và Chương Tử Di. Đây cũng là bộ phim duy nhất của Vương Gia Vệ làm đạo diễn trước năm 2005 không lọt vào danh sách 100 phim hay nhất của điện ảnh Hoa ngữ (được bầu chọn năm 2005).
Tháng 2 năm 2006, Vương thực hiện bộ phim nói tiếng Anh đầu tiên, My Blueberry Nights (tiếng Trung Quốc: 藍莓之夜, Hán Việt: Lam môi chi dạ). Theo đúng truyền thống chọn diễn viên của mình, Vương mời toàn diễn viên nổi tiếng của Hollywood vào vai trong My Blueberry Nights gồm Jude Law, Rachel Weisz, Natalie Portman và ngôi sao nhạc Jazz Norah Jones (tham gia bộ phim đầu tiên của cô).

### Công việc khác
Trước khi trở thành đạo diễn, Vương Gia Vệ cũng từng có thời gian làm biên kịch và tham gia đóng một số bộ phim. Phần lớn các bộ phim của Vương cũng do chính ông viết kịch bản gốc (trừ Đông tà Tây độc có dựa một phần vào tác phẩm của Kim Dung) và phụ trách sản xuất. Ông cũng là nhà sản xuất của bộ phim Thiên hạ vô song (天下无双, 2002) do người bạn Lưu Trấn Vĩ làm đạo diễn.
Ngoài các bộ phim điện ảnh đã thực hiện, Vương Gia Vệ còn được mời tham gia đạo diễn một trong ba phần của bộ phim Eros cùng hai đạo diễn nổi tiếng Michelangelo Antonioni và Steven Soderbergh. Phần do Vương thực hiện được nhà phê bình Roger Ebert đánh giá cao nhất trong số ba phần.
Vương cũng là đạo diễn được các tập đoàn lớn tin tưởng giao đạo diễn các bộ phim quảng cáo của họ. Ông đã từng thực hiện các đoạn phim quảng cáo cho JCDecaux, Orange SA, BMW và nhiều hãng lớn khác.

## Tác phẩm
| Năm  | Phim                                                           | Vai trò                           | Ghi chú                                                   |
| ---- | -------------------------------------------------------------- | --------------------------------- | --------------------------------------------------------- |
| 1982 | Thái vân khúc (彩雲曲)                                         | Biên kịch                         |                                                           |
| 1983 | Không tâm đại thiếu gia (空心大少爺)                           | Biên kịch                         |                                                           |
| 1984 | Y nhân tái kiến (伊人再見)                                     | Biên kịch, Diễn viên              |                                                           |
| 1984 | Cát nhân thiên tương (吉人天相)                                | Biên kịch                         |                                                           |
| 1985 | Long phượng trí đa tình (龍鳳智多星)                           | Biên kịch                         |                                                           |
| 1985 | Tiểu hồ tiên (小狐仙)                                          | Biên kịch                         |                                                           |
| 1986 | Ngã yếu kim tế (我要金龜婿)                                    | Biên kịch                         |                                                           |
| 1986 | Thần dũng song hưởng pháo tục tập (神勇雙響炮續集)             | Biên kịch                         |                                                           |
| 1986 | Ác nam (惡男)                                                  | Biên kịch                         |                                                           |
| 1987 | Tối hậu thắng lợi (最後勝利)                                   | Biên kịch                         |                                                           |
| 1987 | Giang hồ long hổ đấu (江湖龍虎鬥)                              | Biên kịch                         |                                                           |
| 1987 | Mãnh quỷ soa quán (猛鬼差館)                                   | Biên kịch                         |                                                           |
| 1988 | Mãnh quỷ học đường (猛鬼學堂)                                  | Biên kịch, Diễn viên              |                                                           |
| 1988 | Liệp ưng kế hoạch (獵鷹計劃)                                   | Biên kịch                         |                                                           |
| 1988 | Vượng giác tạp môn (旺角卡門)                                  | Đạo diễn, biên kịch               | Phim đầu tiên do Vương đạo diễn                           |
| 1990 | Tái chiến giang hồ (再戰江湖)                                  | Biên kịch                         |                                                           |
| 1990 | A Phi chính truyện (阿飛正傳)                                  | Đạo diễn, biên kịch, nhà sản xuất | Giành giải Phim hay nhất (Giải thưởng Điện ảnh Hồng Kông) |
| 1993 | Anh hùng xạ điêu (射鵰英雄傳)                                  | Nhà sản xuất                      |                                                           |
| 1994 | Đông Tà Tây Độc (東邪西毒)                                     | Đạo diễn, biên kịch, nhà sản xuất | Dựa trên tiểu thuyết Anh hùng xạ điêu của Kim Dung        |
| 1994 | Trùng Khánh Sâm Lâm (重慶森林)                                 | Đạo diễn, biên kịch, nhà sản xuất | Giành giải Phim hay nhất (Giải thưởng Điện ảnh Hồng Kông) |
| 1995 | Đọa lạc thiên sứ (墮落天使)                                    | Đạo diễn, biên kịch, nhà sản xuất |                                                           |
| 1997 | Xuân quang xạ tiết (春光乍洩)                                  | Đạo diễn, biên kịch, nhà sản xuất |                                                           |
| 1997 | Sơ triền luyến hậu đích nhị nhân thế giới (初纏戀后的二人世界) | Nhà sản xuất                      |                                                           |
| 2000 | Tâm trạng khi yêu (花樣年華)                                   | Đạo diễn, biên kịch, nhà sản xuất | Giành giải Phim hay nhất (Giải thưởng Điện ảnh César)     |
| 2002 | Thiên hạ vô song (天下无双)                                    | Nhà sản xuất                      |                                                           |
| 2004 | 2046                                                           | Đạo diễn, biên kịch, nhà sản xuất |                                                           |
| 2004 | Eros                                                           | Đạo diễn                          | Đạo diễn một trong 3 phần của phim                        |
| 2006 | My Blueberry Nights                                            | Đạo diễn, biên kịch, nhà sản xuất | Phim nói tiếng Anh đầu tiên của đạo diễn                  |
| 2013 | Nhất đại tông sư                                               | Đạo diễn, biên kịch, nhà sản xuất | Giành giải Phim hay nhất (Giải thưởng điện ảnh Hồng Kông) |

## Giải thưởng
- 1991 Giải thưởng Điện ảnh Hồng Kông, Đạo diễn xuất sắc nhất (A Phi chính truyện)
- 1995 Giải thưởng Điện ảnh Hồng Kông, Đạo diễn xuất sắc nhất (Trùng Khánh Sâm Lâm)
- 1997 Liên hoan phim Cannes, Đạo diễn xuất sắc nhất (Xuân quang xạ tiết/Happy Together)